# ソフィヤ・ウラジミロヴナ
ソフィヤ・ウラジミロヴナ / ミンスクのソフィア（ベラルーシ語: Сафія Валадараўна / デンマーク語: Sofia af Minsk、1141年頃 - 1198年5月5日）は、12世紀後半のデンマーク王妃（デンマーク王ヴァルデマー1世の妻）である。母はポーランド大公ボレスワフ3世の娘のリクサ・ボレスワヴヴナである。父はおそらくミンスク公ヴォロダリとみなされている。

## 生涯
ルーシの年代記にはソフィヤに関する記述はなく、ソフィヤの存在は西欧の史料上にのみ確認できる。すなわち、中世デンマークの歴史家サクソ・グラマティクスの著書、『クヌートの子孫のサガ』(ru)などにおいてである。同様にその出生地も不明である。しかし出自に関する論争において、ソフィヤは伝統的にミンスク公ヴォロダリの娘とみなされており、この説はJ. Gallénによってほぼ立証されている。なお、帝政ロシア出身の系譜学者N.バウムガウルテン(ru)、ソビエト連邦の歴史学者V.パシュト(ru)らは、ソフィヤはノヴゴロド公ウラジーミル・フセヴォロドヴィチの娘ではないかという仮説を唱えていたが、その場合、ヴァルデマー1世はいとこの姪と結婚したことになり、このような姻戚関係の可能性の有無が問われることになる。いずれにせよソフィヤの父は、母のリクサにとっては2番目の夫ということになる。また、母は後にスウェーデン王スヴェルケル1世と結婚しており、ソフィヤはスウェーデンで育った。
1154年、スウェーデンとデンマークとの同盟のために、デンマークのヴァルデマー1世との婚約がなされた。ソフィヤはデンマークに所有地がなく、当時のデンマーク王クヌーズ5世（ソフィヤの異父兄）の所有地の1/8を譲られることが約束された。婚約の3年後の1157年10月23日に、ヴィボーでヴァルデマー1世と結婚した。結婚に関する記述は、12世紀の『スラヴ年代記』に、「デンマーク王ヴァルデマールは、プリナランドの王ヴァラダと王妃リキツァの娘、スッフィヤを妻とした」と記されている。デンマーク王妃として2男4女をもうけた。1182年にヴァルデマー1世と死別し、1184年にテューリンゲン方伯ルートヴィヒ3世(ru)と再婚した。しかし1190年に離婚し、デンマークへ送り返された。1198年に死亡し、リングステズ（Ringsted）(ru)の王家の墓地の教会において、最初の夫であるヴァルデマー1世の隣に埋葬された。ソフィヤは美しく、支配的で残酷、という記述が残されている。また後世（1580年と1757年）に肖像画が描かれている。

## 子女
- ソフィア（1159年 - 1208年） - ヴァイマル＝オーラミュンデ伯ジークフリート3世(en)と結婚。
- クヌーズ6世(ru)（1163年 - 1202年） - デンマーク王（1182年 - 1202年）。
- マリー（1165年 - ?） - ロスキレの修道女。
- マルグレーテ（1167年 - ?） - ロスキレの修道女。
- ヴァルデマー2世（1170年 - 1241年） - デンマーク王（1202年 - 1241年）。
- インゲボルグ（1175年 - 1236年） - フランス王フィリップ2世と結婚。
- ヒーレン(en)（1177年 - 1233年） - リューネブルク公ヴィルヘルム[注 6]と結婚。
- リキサ（1180年 - 1220年） - スウェーデン王エリク10世(ru)と結婚。

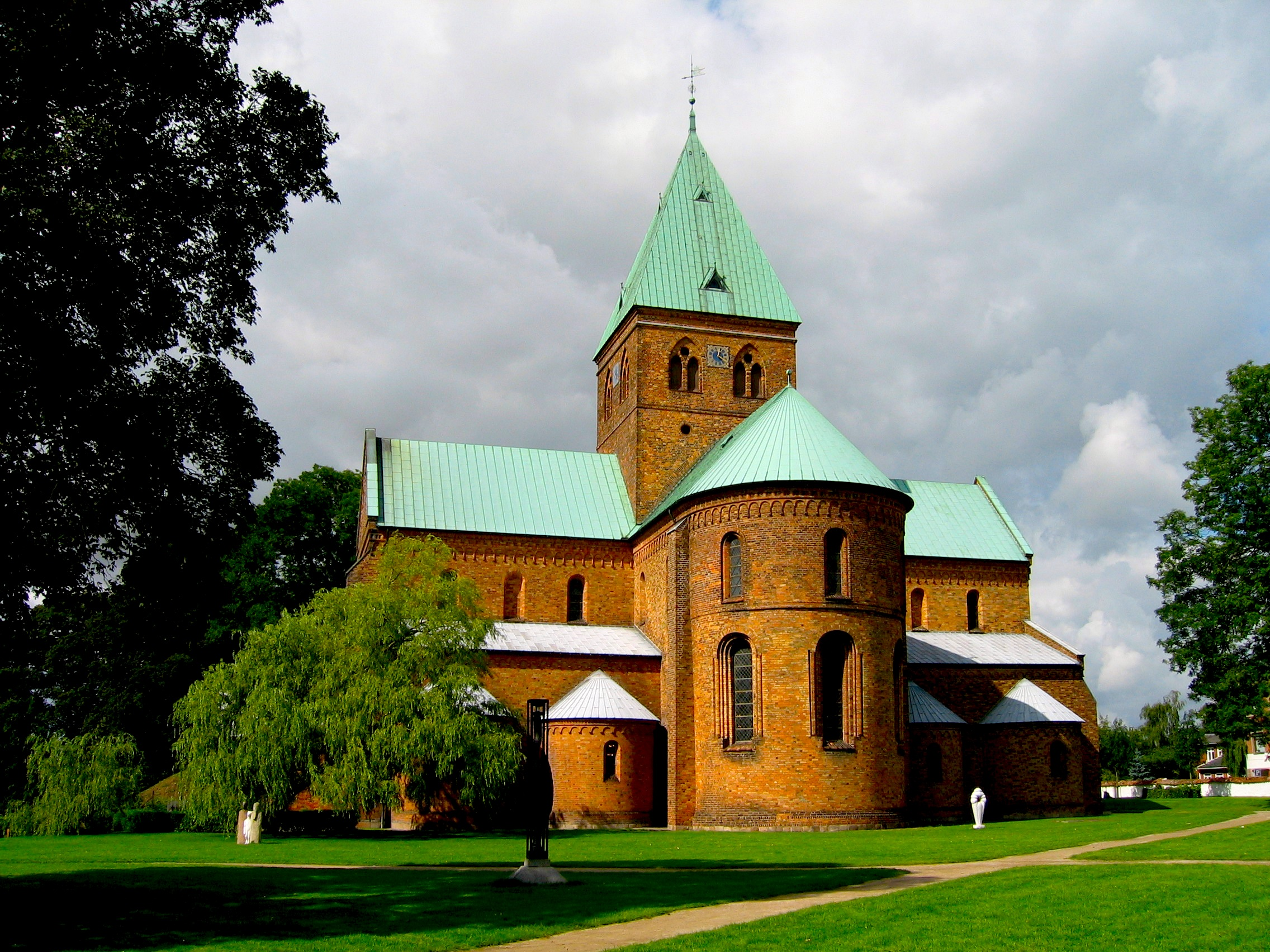
ソフィヤの埋葬された教会
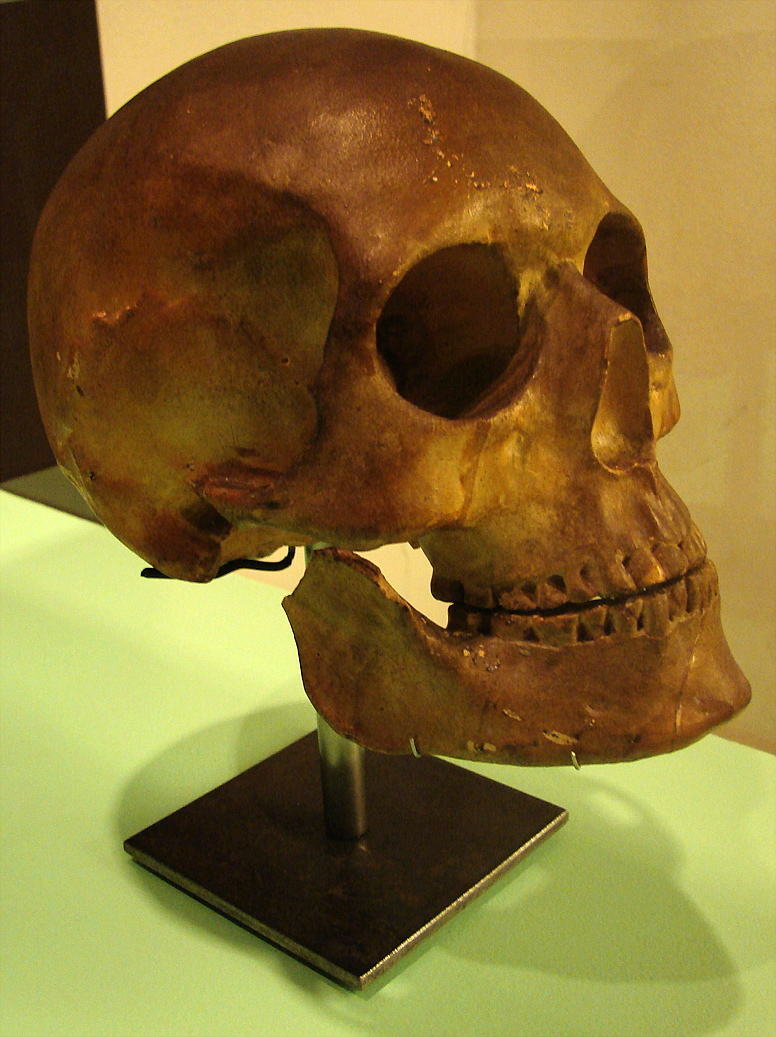
ソフィヤの頭蓋骨 （デンマーク国立博物館）